# Gioacchino Pepoli
Gioacchino Napoleone Pepoli (Bologna, 1825. november 6. – Róma, 1881. március 26.) márki, olasz államférfi, Joachim Murat unokája.

## Életútja
1844-ben nőül vette Friderika hohenzollern-sigmaringeni hercegnőt. 1848-ban a bolognai nemzetőrség élén visszanyomta az osztrákokat, de 1849 májusában kénytelen volt Bolognából Toszkánába menekülni. 1858-ban a torinói udvar megbízásából diplomáciai küldetésben Berlinbe ment, hogy a porosz udvart a közelgő osztrák háború esetén semlegességre bírja. Mihelyt az osztrák őrség 1859 júniusában Bolognából elvonult, Pepoli az ideiglenes kormány élére lépett és az év vége felé Emilia tartományban a pénzügyminiszteri teendőket vállalta magára. A Rattazzi-kabinetben (1862) földművelésügyi és kereskedelmi miniszterként működött; 1863-ban külön küldetésben Szentpétervárra, 1864-ben pedig Párizsba ment, ahol a szeptember 15-iki konvenciót kötötte, melynek értelmében a francia őrség Rómából eltávozott. 1868-tól 1870-ig nagykövet volt Bécsben.